# Konrad Gaedeke
Konrad Gaedeke (* 7. Oktober 1843 in Königsberg i. Pr.; † 17. Mai 1912 ebenda) war ein deutscher Bankier und Industrieller in Königsberg.

## Leben
Friedrich Heinrich Gaedeke vererbte das Bankhaus Johann Jacobi seinen Söhnen Robert und Heinrich. Mit größeren Holzhändlern gründeten sie 1895 die Königsberger Zellstoff-Fabrik AG an der Liep. Sie war die erste und über lange Zeit das ie einzige Werk dieser Art in der Provinz Ostpreußen. 1906 wurde Konrad Gaedeke Aufsichtsratsvorsitzender der Waggonfabrik Steinfurt. Er saß im  Aufsichtsrat bedeutender Königsberger Unternehmen, u. a. bei der 1828 gegründeten Eisengießerei, Maschinen- und Lokomotivfabrik Union, der Brauerei Ponarth und der 1871 ins Leben gerufenen Königsberger Vereinsbank (die 1916 von der Disconto-Gesellschaft übernommen wurde). Nach seinem Tod erloschen, ging das Bankhaus Jacobi an die Ostbank für Handel und Gewerbe.
Gaedeke war der erste Konsul der USA in Ostpreußen.